# Кущівник чорний
Кущівни́к чорний (Neoctantes niger) — вид горобцеподібних птахів родини сорокушових (Thamnophilidae). Мешкає в Амазонії. Це єдиний представник монотипового роду Чорний кущівник (Neoctantes).

## Опис
Довжина птаха становить 16 см, вага 29—32 г. Забарвлення самців повністю чорне, за винятком напівприхованої білої плями на спині. Забарвлення самиць переважно попелясто-чорнувате, на грудях і спині в них великі рудувато-коричневі плями. Очі чорні, дзьоб сизувато-сірий, його нижня частина вигнута догори.

## Поширення й екологія
Чорні кущівники мешкають на південному сході Колумбії (Путумайо, Ваупес, північ Амасонасу), на сході Еквадору, на півночі і південному сході Перу (північ Амазонасу, Лорето, Куско, Мадре-де-Дьйос) та в Бразилії (південний захід Амазонасу, захід Акрі, окремі популяції мешкають також на захід від річки Мадейра і на заході Пари). Чорні кущівники живуть у підліску амазонської сельви та варзейських лісів (тропічних лісів у заплавах Амазонки та її приток). Зустрічаються на висоті до 800 м над рівнем моря. Ведуть прихований спосіб життя, віддають перевагу густим заростями Heliconia.

## Поведінка
Чорні кущівники зустрічаються парами, іноді приєднуються до змішаних зграй птахів. Живляться комахами, яких шукають у гнилій деревині, на висоті до 10 м над землею.